# Kristián Čekovský
Kristián Čekovský (ur. 19 lutego 1991) – dziennikarz i polityk słowacki, poseł do Rady Narodowej z ramienia partii Zwyczajni Ludzie i Niezależne Osobistości wybrany w wyborach parlamentarnych w 2020 roku.